# Сент-Браун, Амон-Ра
Амон-Ра Джулиан Херу Джей Сент-Браун (англ. Amon-Ra Julian Heru J. St. Brown; 24 октября 1999, Анахайм-Хиллс, Калифорния) — профессиональный американский футболист, принимающий клуба НФЛ «Детройт Лайонс». На студенческом уровне выступал за команду университета Южной Калифорнии. На драфте НФЛ 2021 года был выбран в четвёртом раунде.

## Биография
Амон-Ра Сент-Браун родился 24 октября 1999 года в городе Анахайм-Хиллс в Калифорнии. Имена получил в честь египетских богов Амона и Гора. Кроме английского, владеет французским и немецким языками. Второй из трёх детей в семье, старший брат Экванимеус игрок НФЛ, младший Осирис играет в футбол на студенческом уровне. Отец Джон Браун — бодибилдер, победитель конкурса Мистер Вселенная 1981 и 1982 годов. Мать Мириам родом из Германии.
Учился в старшей школе Сервите в Анахайме, затем перевёлся в школу Матер Деи в Санта-Ане. В составе её футбольной команды Сент-Браун побеждал в первом дивизионе чемпионата Калифорнии, выигрывал национальный школьный чемпионат. В 2017 году он был включён в символическую сборную звёзд школьного футбола по версии USA Today. После окончания школы он поступил в университет Южной Калифорнии.

### Любительская карьера
В футбольном турнире NCAA Сент-Браун дебютировал в 2018 году, сыграв в двенадцати матчах. Он набрал 750 ярдов с тремя тачдаунами, входил в число претендентов на награду Новичку года в нападении конференции Pac-12. В 2019 году он стал игроком стартового состава, сыграл тринадцать матчей, сделав 77 приёмов на 1 042 ярда с шестью тачдаунами. После окончания сезона Сент-Браун перенёс операцию по поводу грыжи Гилмора.
В сокращённом из-за пандемии COVID-19 сезоне 2020 года Сент-Браун принял участие в шести играх, был капитаном команды. Он набрал 478 ярдов и сделал семь тачдаунов на приёме. По итогам турнира его включили в состав сборной звёзд конференции Pac-12 по четырём разным версиям. Всего за свою карьеру Сент-Браун сыграл 31 матч, набрав 2 270 ярдов.

#### Статистика выступлений в NCAA
| Сезон | Команда      | Игры | Приём | Приём | Приём | Приём | Вынос | Вынос | Вынос | Вынос |
| Сезон | Команда      | Игры | Rec   | Yds   | Y/A   | TD    | Att   | Yds   | Y/A   | TD    |
| ----- | ------------ | ---- | ----- | ----- | ----- | ----- | ----- | ----- | ----- | ----- |
| 2018  | ЮСК Тродженс | 12   | 60    | 750   | 12,5  | 3     | 2     | 9     | 4,5   | 0     |
| 2019  | ЮСК Тродженс | 13   | 77    | 1 042 | 13,5  | 6     | 7     | 60    | 8,6   | 1     |
| 2020  | ЮСК Тродженс | 6    | 41    | 478   | 11,7  | 7     | 0     | 0     | 0,0   | 0     |
| Всего | Всего        | 31   | 178   | 2 270 | 12,8  | 16    | 9     | 69    | 7,7   | 1     |

### Профессиональная карьера
Перед драфтом НФЛ 2021 года сайт Bleacher Report сильными сторонами Сент-Брауна называл хороший контроль тела, уровень атлетизма, умение ловить мячи в борьбе с защитником, навыки игры на краю поля и на позиции слот-ресивера, его опасность при дальних передачах. Среди недостатков отмечали неумение стабильно создавать отрыв от защитника, слабое ускорение, работу на коротких и средних маршрутах. Аналитики издания прогнозировали ему выбор во втором или третьем раунде драфта и будущее третьего принимающего для уже отлаженного нападения клуба НФЛ.
Сент-Браун был выбран «Детройтом» в четвёртом раунде под общим 112 номером. В июне он подписал с клубом контракт на четыре года, сумма соглашения, по данным сайта OverTheCap, составила 4,3 млн долларов. В регулярном чемпионате НФЛ он дебютировал на первой игровой неделе чемпионата 2021 года. Первый тачдаун Сент-Браун сделал 5 декабря в игре с «Миннесотой». По итогам декабря он был признан Новичком месяца в Национальной футбольной конференции.

#### Статистика выступлений в НФЛ

##### Регулярный чемпионат
| Сезон | Команда        | Игры | Приём | Приём | Приём | Приём | Вынос | Вынос | Вынос | Вынос |
| Сезон | Команда        | Игры | Rec   | Yds   | Y/A   | TD    | Att   | Yds   | Y/A   | TD    |
| ----- | -------------- | ---- | ----- | ----- | ----- | ----- | ----- | ----- | ----- | ----- |
| 2021  | Детройт Лайонс | 15   | 74    | 692   | 9,4   | 3     | 4     | 26    | 6,5   | 0     |
| Всего | Всего          | 15   | 74    | 692   | 9,4   | 3     | 4     | 26    | 6,5   | 0     |

* На 2 января 2022 года